# 李察·加菲
李察·加菲（英語：Richard Channing Garfield，1963年6月26日—），出生於費城，賓夕凡尼亞大學組合數學博士，魔法風雲會發明人、魔幻卡牌創作者之一。

## 外部連結
- 人物簡介